# Ander Gago
Ander Gago Álvarez (Galdácano, Vizcaya, 10 de septiembre de 1984) es un exfutbolista español que jugaba de lateral derecho.

## Trayectoria
Se formó en las categorías inferiores del Athletic Club. Tras jugar en el Basconia y el Bilbao Athletic, en el verano de 2008, firmó por el Real Jaén. Unas semanas después abandonó el cuadro jienense por motivos personales y fichó por la SD Lemona. 
En la temporada 2010/11 jugó en el Real Murcia, con el que consiguió el ascenso a Segunda División. El 19 de julio de 2011 fichó por el Club Deportivo Guadalajara, equipo de la Segunda División. Con el cuadro alcarreño jugó un total de 23 partidos de liga. En enero de 2013, se incorporó hasta final de temporada al Atlético Baleares. En la temporada 2013-2014 fichó por el CD Guijuelo y, un año después, se marchó a la Unión Deportiva Logroñés. En junio de 2015 fichó por el Sestao River Club. Tras seis años en el club verdinegro, decidió retirarse con 36 años.

## Clubes
| Club                 | País   | Año        |
| -------------------- | ------ | ---------- |
| CD Basconia          | España | 2003-2005  |
| Bilbao Athletic      | España | 2005-2008  |
| SD Lemona            | España | 2008-2010  |
| Real Murcia          | España | 2010-2011  |
| CD Guadalajara       | España | 2011-2012  |
| CD Atlético Baleares | España | 2013       |
| CD Guijuelo          | España | 2013-2014  |
| UD Logroñés          | España | 2014-2015  |
| Sestao River Club    | España | 2015- 2021 |